# Mini-a-thür

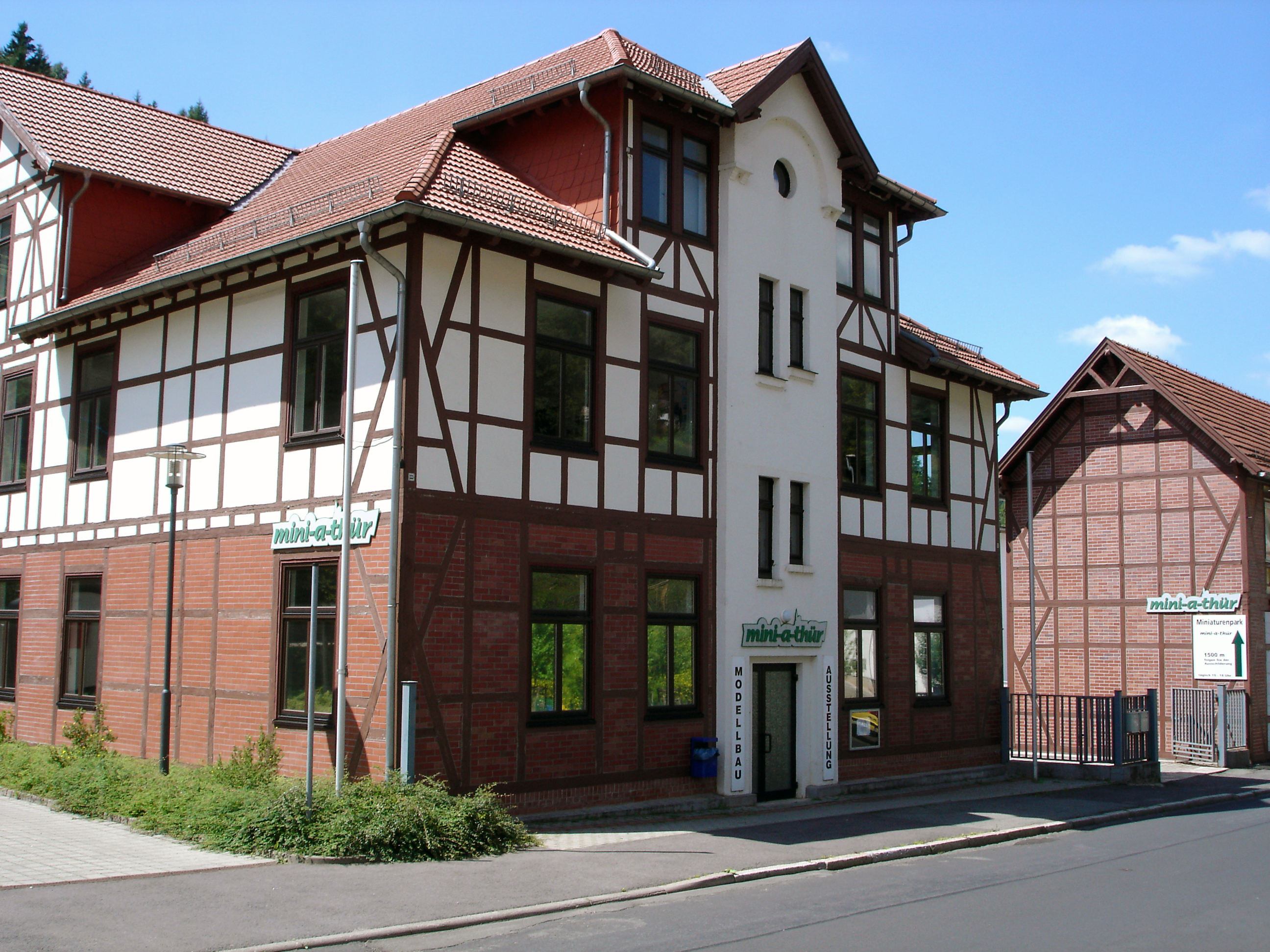
Gebäude der Winterausstellung

Der Freizeitpark mini-a-thür (auch Klein-Thüringen genannt) befindet sich im thüringischen Ruhla. Die Dauerausstellung zeigt Modelle im Maßstab 1:25 der Thüringer Sehenswürdigkeiten während der Sommermonate in einem Freigelände. Im Winter werden die Modelle in einer Museumshalle gelagert.
Der eine Fläche von 19.000 m² messende Park wurde 1999 eröffnet und zählt mittlerweile über 100 Modelle. Mit etwa 75.000 Besuchern pro Jahr gehört der Park zu den größten Anziehungspunkten des Wartburgkreises.

## Modelle

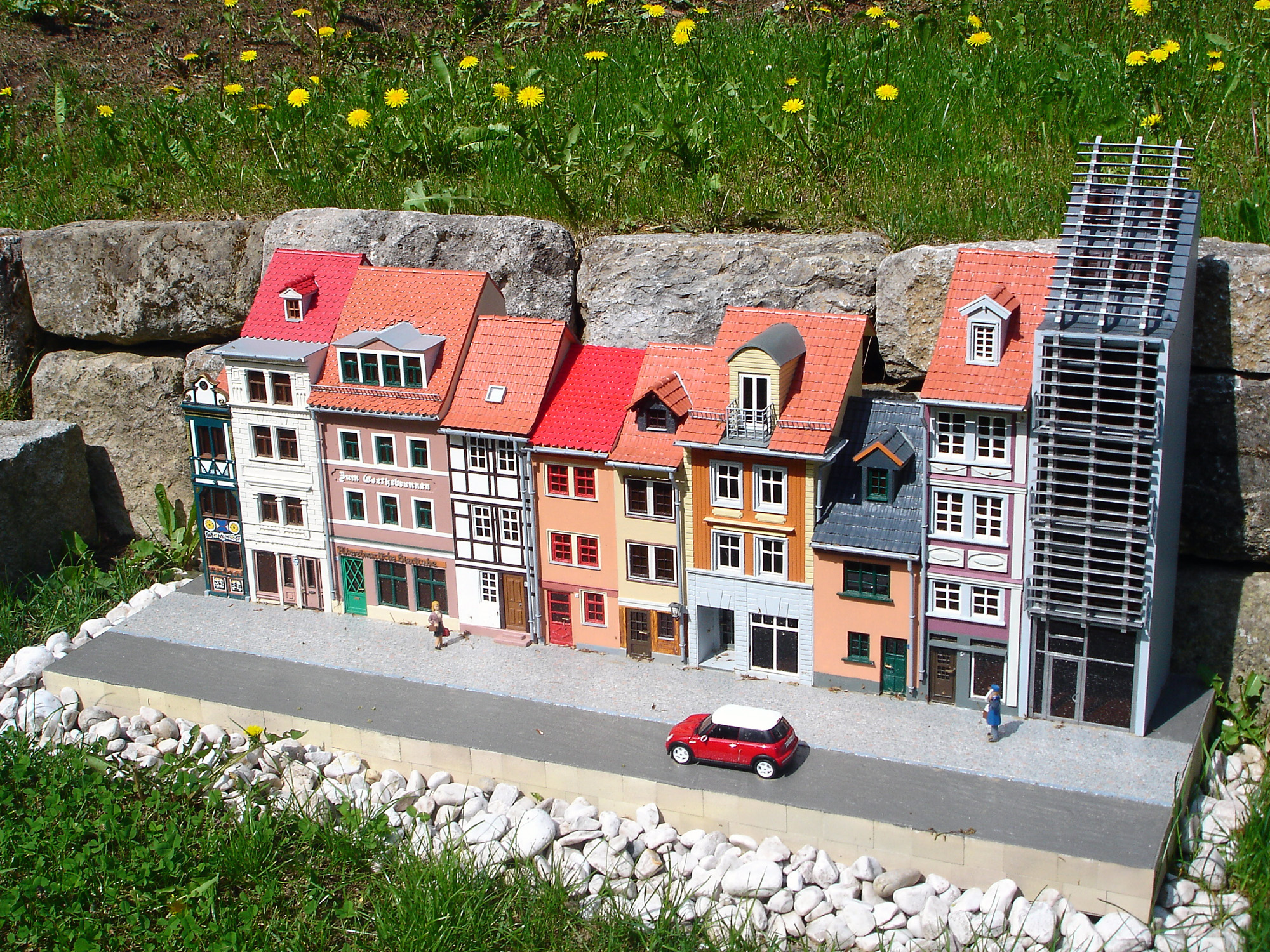
Häuserzeile der schmalsten Häuser Thüringens

Unter den Modellen befinden sich beispielsweise
- der Bahnhof Eisenach
- die Creuzburg
- das Deutsche Spielzeugmuseum in Sonneberg
- der Erfurter Hauptbahnhof
- die Georgenkirche in Eisenach
- Goethes Gartenhaus in Weimar
- das Lutherhaus Eisenach
- das Meininger Theater
- die Rundkirche Untersuhl
- die Schanzenanlage in Oberhof
- das Schloss Friedenstein in Gotha
- das Simsonwerk in Suhl
- die Wartburg
- das Zeiss-Planetarium Jena
- das Gradierwerk Bad Salzungen

Seit 2009 zählt die fiktive Häuserzeile der schmalsten Häuser Thüringens zu den Modellen. Die Aneinanderreihung in dieser Form entspricht keinem Original, da die echten Häuser an unterschiedlichen Orten stehen. Das schmalste dieser Häuser ist das Schmale Haus von Eisenach.

## Galerie

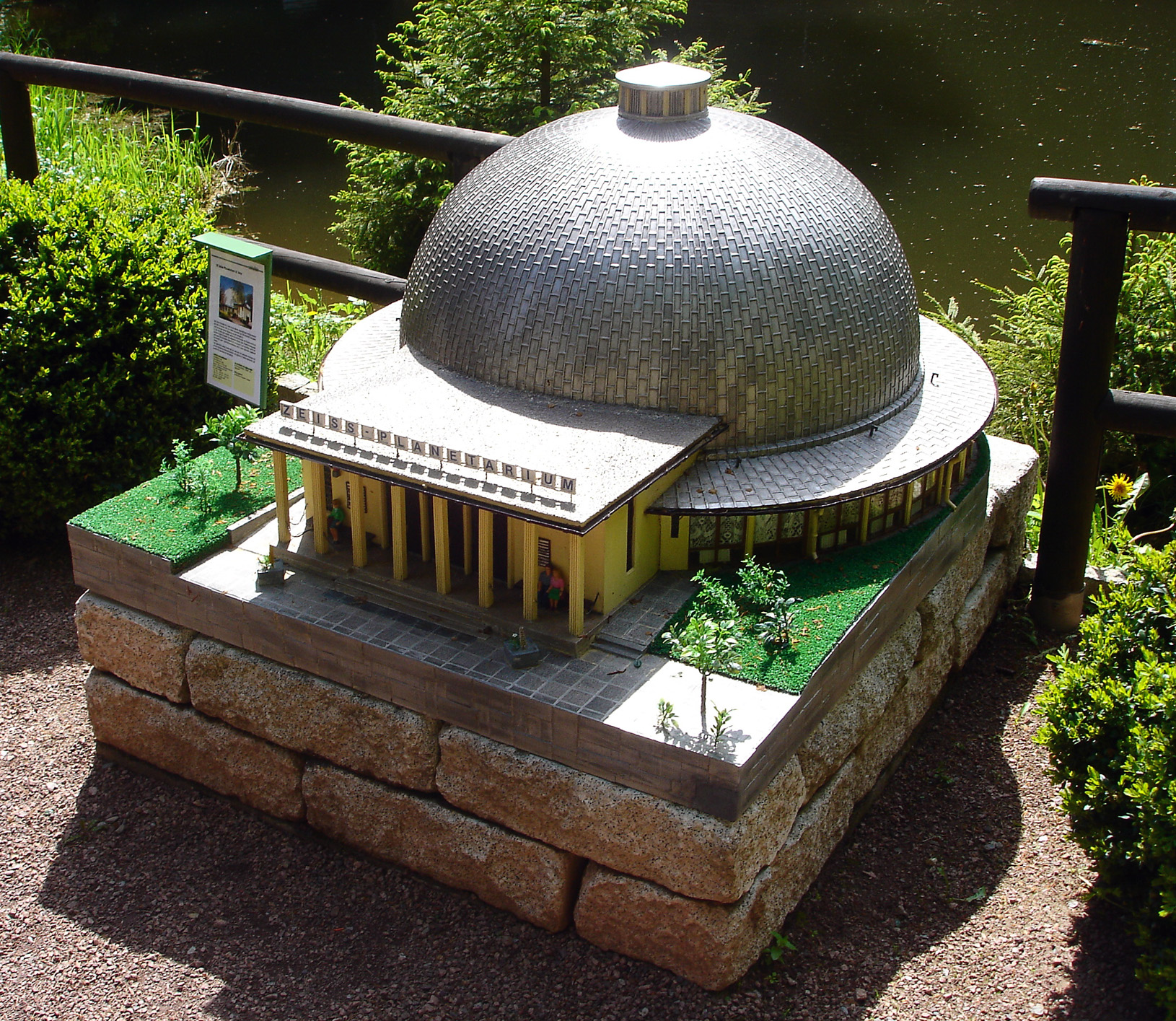
Zeiss-Planetarium Jena
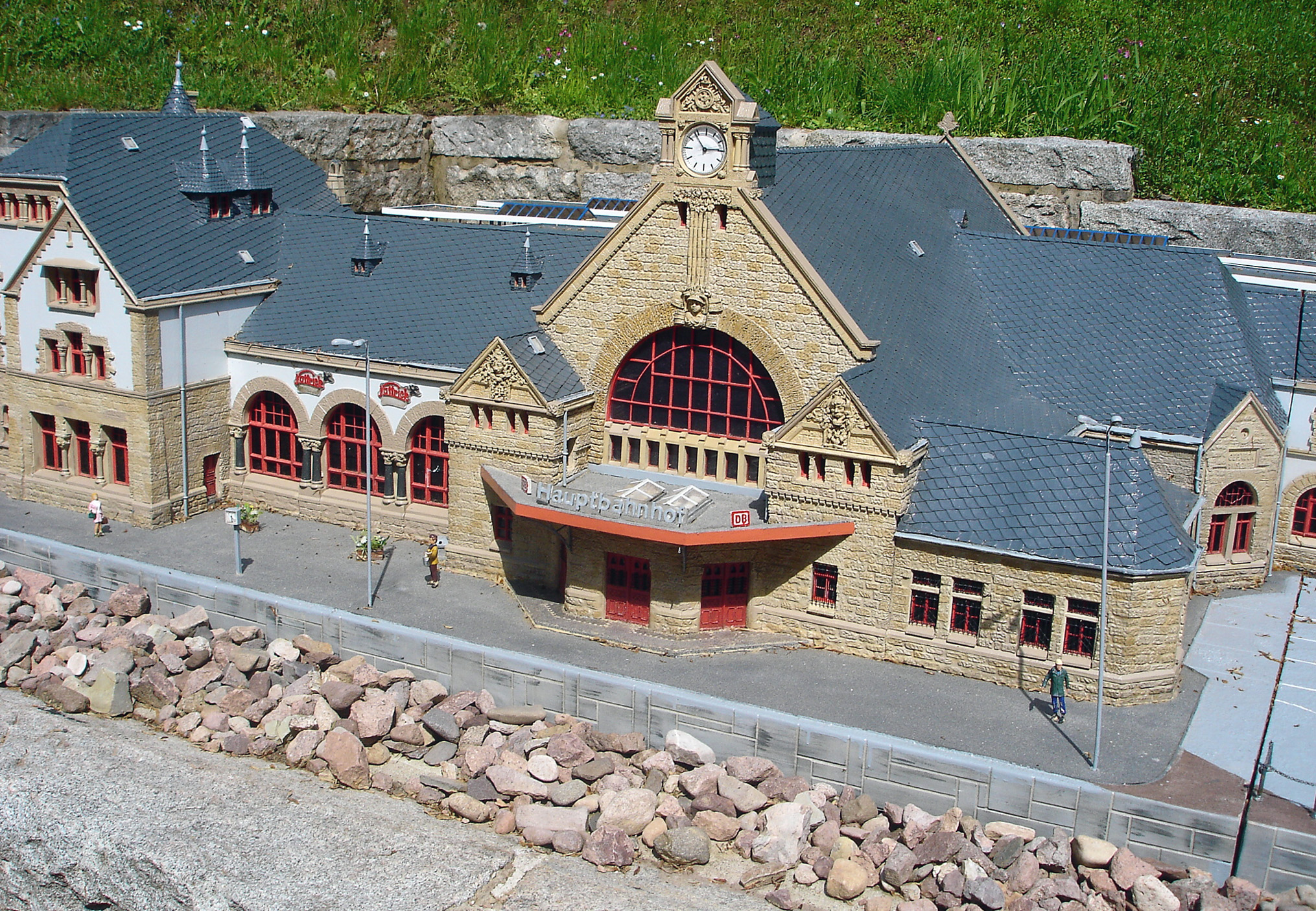
Eisenacher Hauptbahnhof
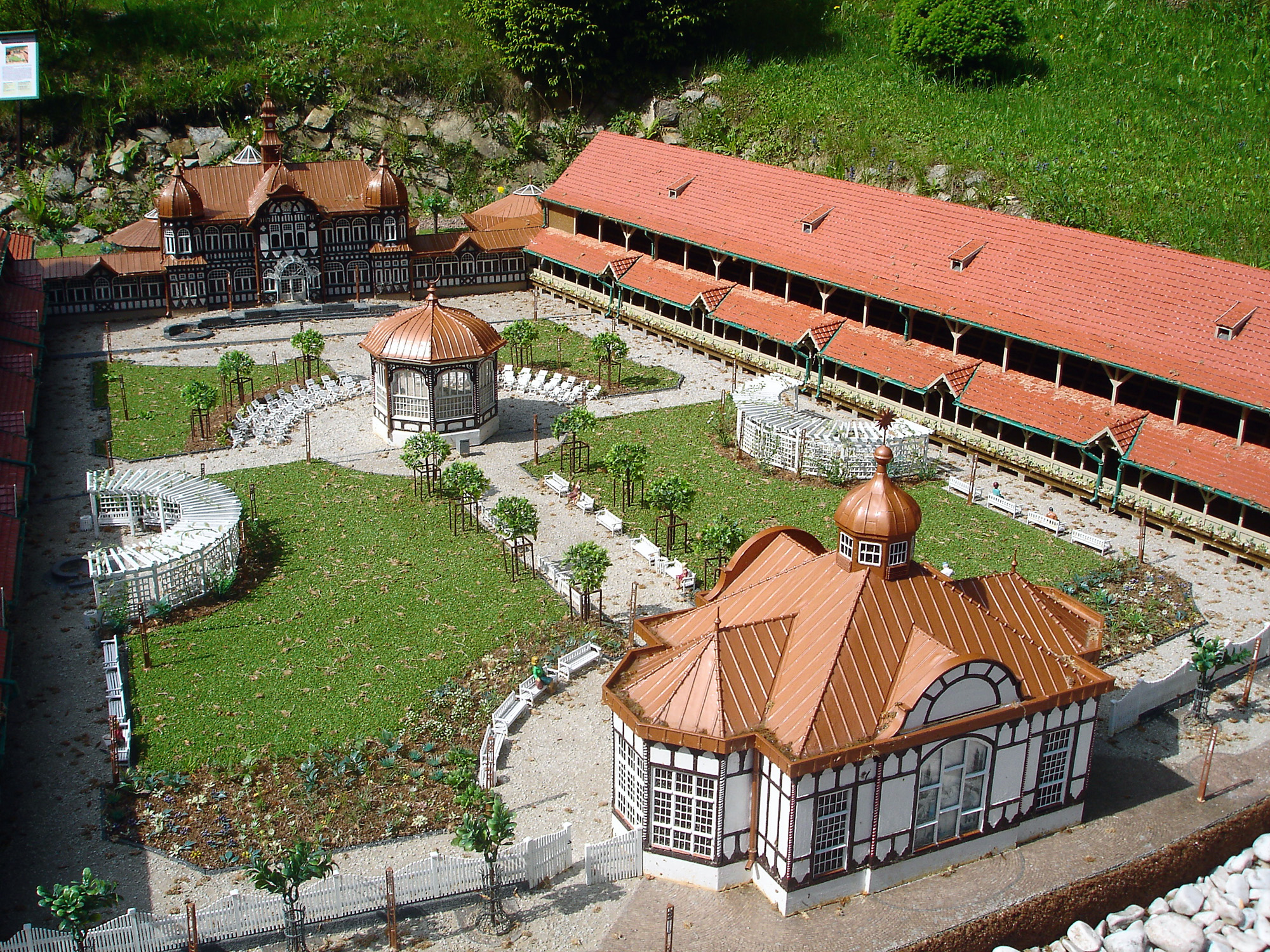
Gradierwerk Bad Salzungen
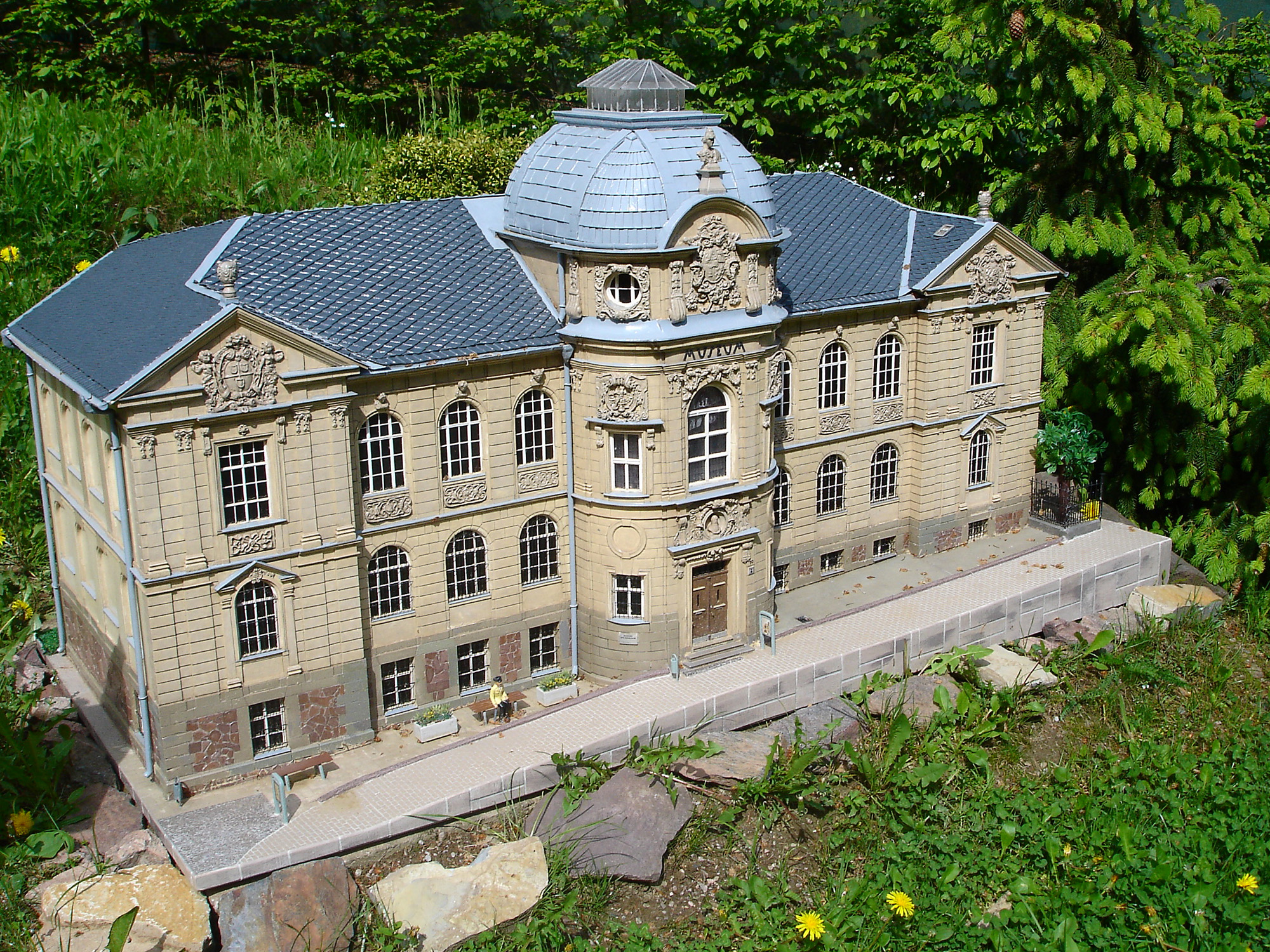
Spielzeugmuseum Sonneberg
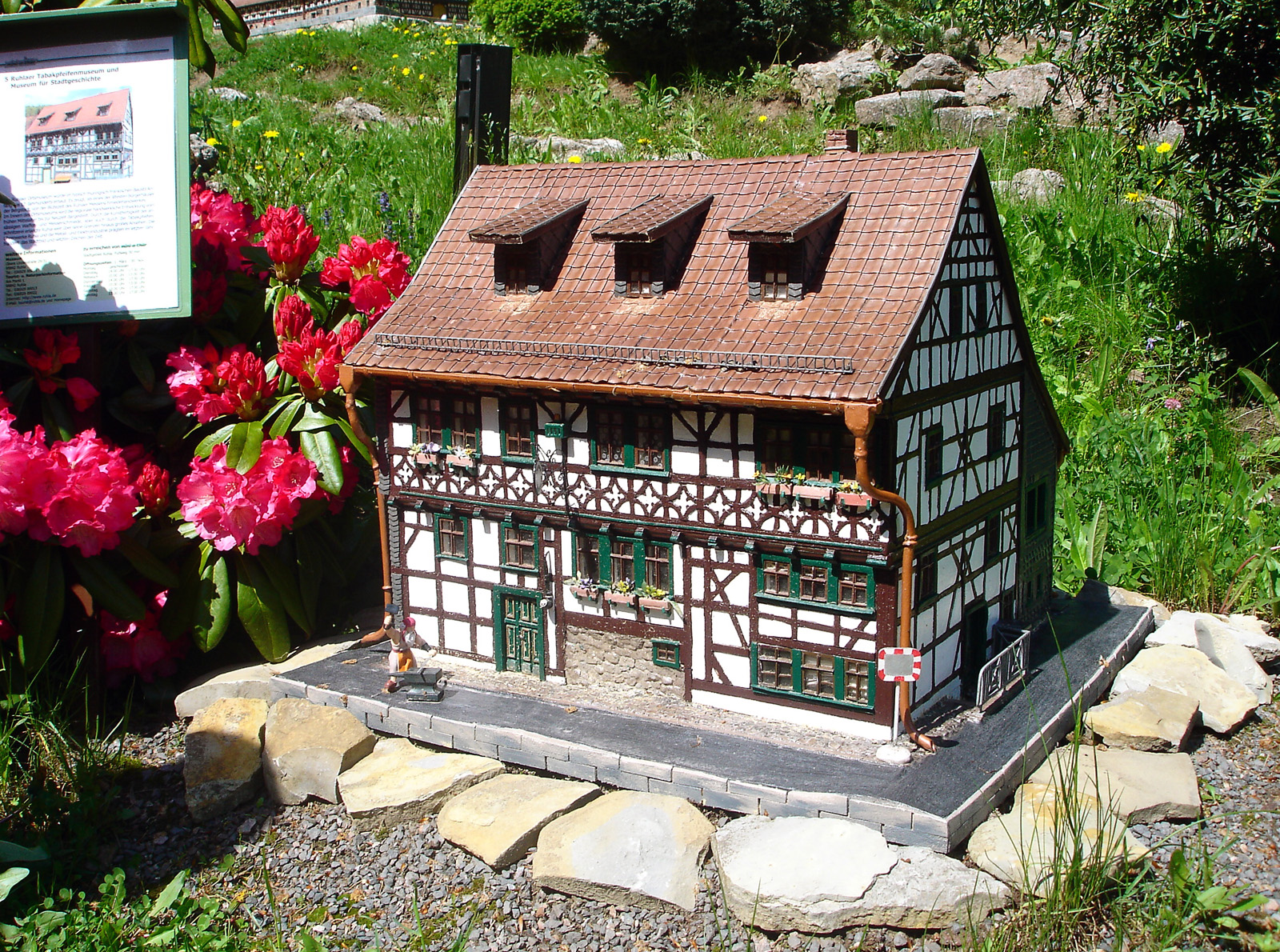
Tabakpfeifenmuseum und Museum für Stadtgeschichte Ruhla
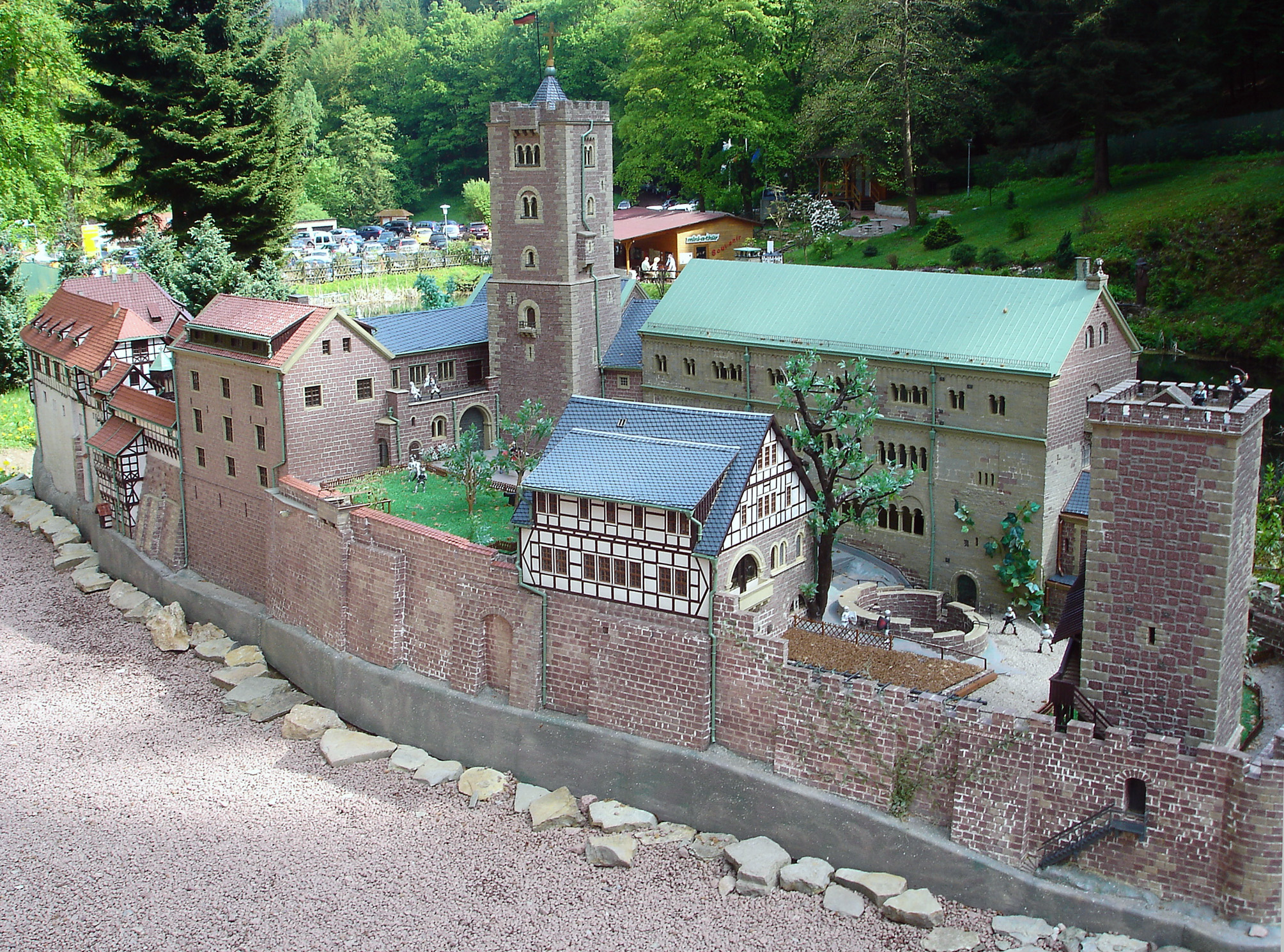
Wartburg

## Rodelbahn

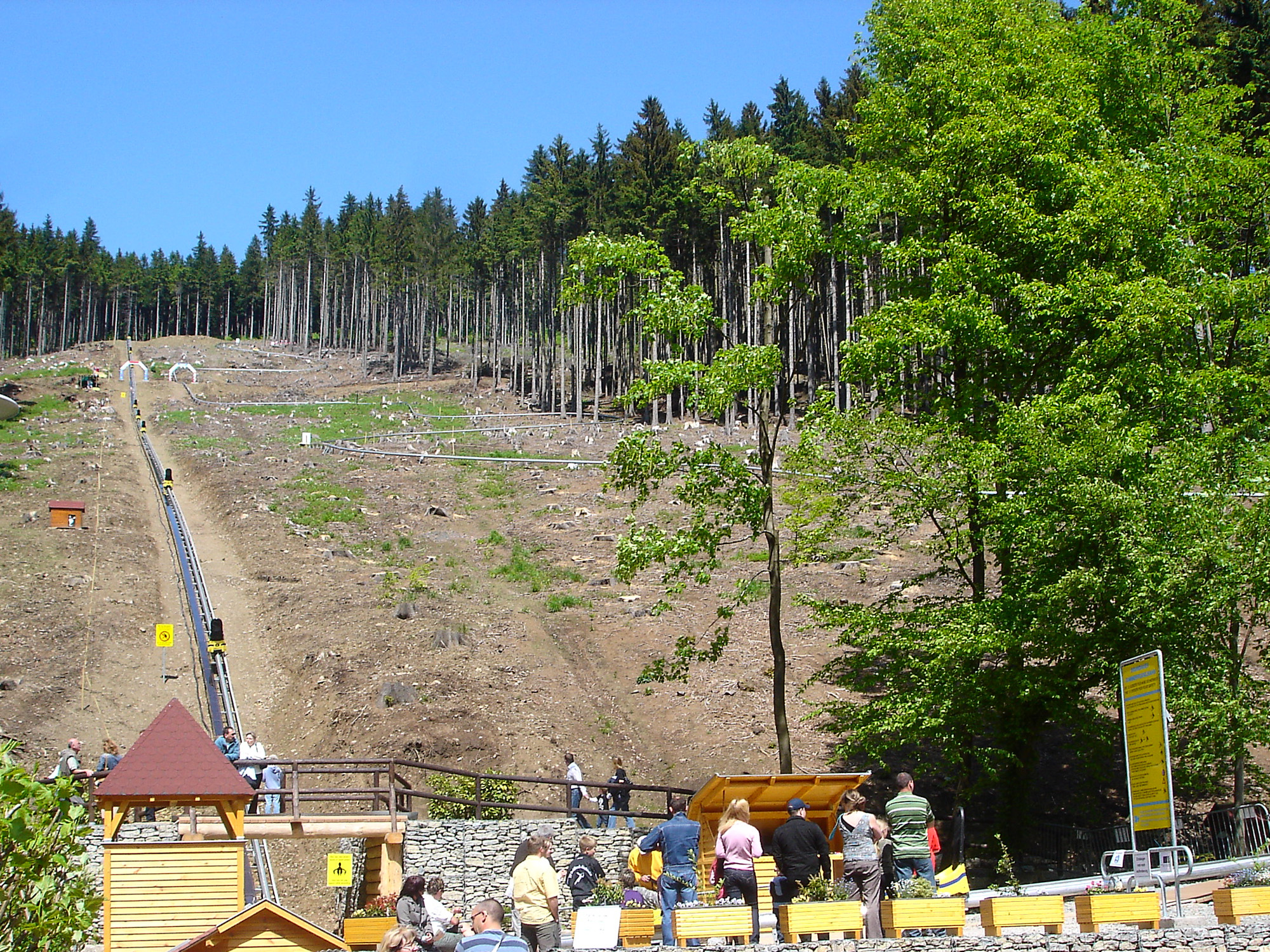
Sommerrodelbahn

Zu Ostern 2009 wurde nahe dem Park die Sommerrodelbahn Erlebnisrodelbahn im Rahmen der Erlebnis-Arena-Ruhla eröffnet.
Auf einer Länge von etwa 900 Metern überwindet die Rodelbahn einen Höhenunterschied von 111 Metern. Die Abfahrt selbst beträgt etwa zwei Drittel der Gesamtstrecke, das durchschnittliche Gefälle liegt bei 23 Prozent. Somit können Geschwindigkeiten von bis zu 42 km/h erreicht werden.